# J.P. Morgan Chase Tower, Houston
J. P. Morgan Chase Tower este o clădire situată în Houston (S.U.A). 
Clădirea are o înălțime de 305,4 m și a fost ridicată între anii 1978-1982.